# Электронтранс
«Электронтранс» (англ. Electrontrans) — украинско-немецкое предприятие по производству троллейбусов, трамваев и электробусов, созданное в 2011 году.

## История
11 ноября 2011 года — ОАО «Концерн-Электрон», фирмой «TransTec F&E Vetschau UG»  и ООО «Автотехнопроект» было основано ООО СП «Электронтранс».
В 2012 году «Электронтранс» разработал пятисекционный низкопольный трамвай «Электрон T5L64» с шириной колеи 1000 мм, производство которых было решено осуществлять на производственных мощностях Ряснянского производственного комплекса ОАО «Концерн-Электрон». Выпуск алюминиевых композитных панелей для трамвая в январе 2013 года освоил харьковский завод им. Фрунзе.
- Сентябрь 2014 года — изготовлен трёхсекционный низкопольный трамвай Электрон T3L44 с шириной колеи 1000 мм.
- Октябрь 2014 года — начато производство низкопольного троллейбуса Электрон Т19.
- Июль 2015 года — «Электронтранс» выиграл тендер на поставку Киеву семи трамваев Электрон T5B64 с шириной колеи 1524 мм.[3]
- Ноябрь 2015 года — изготовлен низкопольный электробус Электрон Е19.[4]

В январе 2016 года «Электронтранс» выиграл тендер на поставку 55 низкопольных автобусов для АТП-1 Львова. Выполнение контракта было отложено в связи с судебным разбирательством, но в сентябре 2016 года решением суда исполнение контракта было поручено «Электронтранс».

## Описание
СП «Электронтранс» производит трамвайные вагоны для путей разной ширины — 1000 мм, 1435 мм и 1524 мм, автобусы, троллейбусы и электробусы.
В состав предприятия входят конструкторско-технологические бюро, механозаготовительное, сварочное, окрасочное и сборочное производства.
Производственные мощности СП «Электронтранс» — 100 трамваев или 100 автобусов, троллейбусов или электробусов в год.
Предприятие производит следующие модели:
- Трамваи (Электрон T5L64, Электрон T5B64, Электрон T3L44 и др.)
- Троллейбусы (Электрон Т19)
- Электробусы (Электрон Е19)
- Автобусы (Электрон А185)

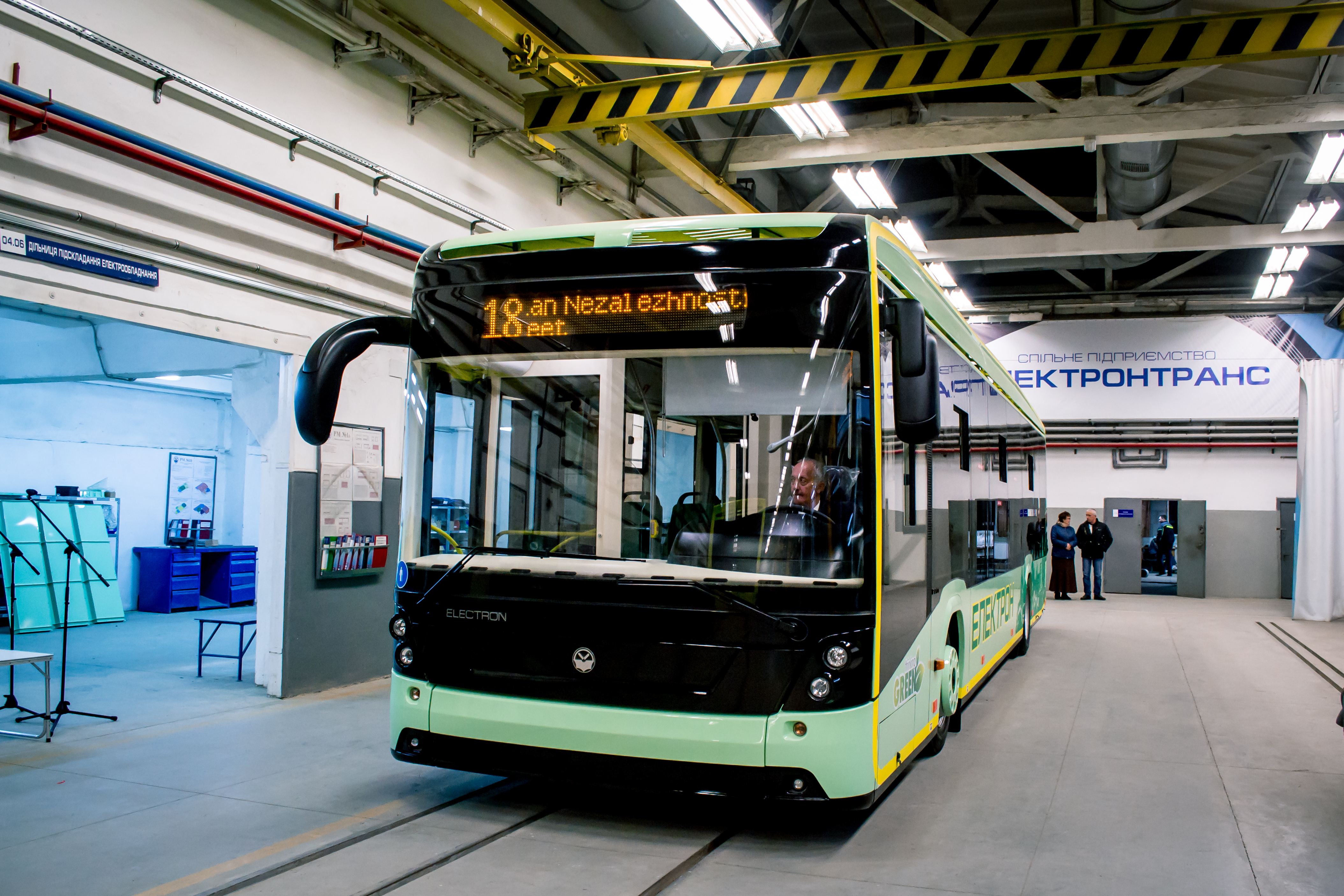
Электробус Электрон Е19
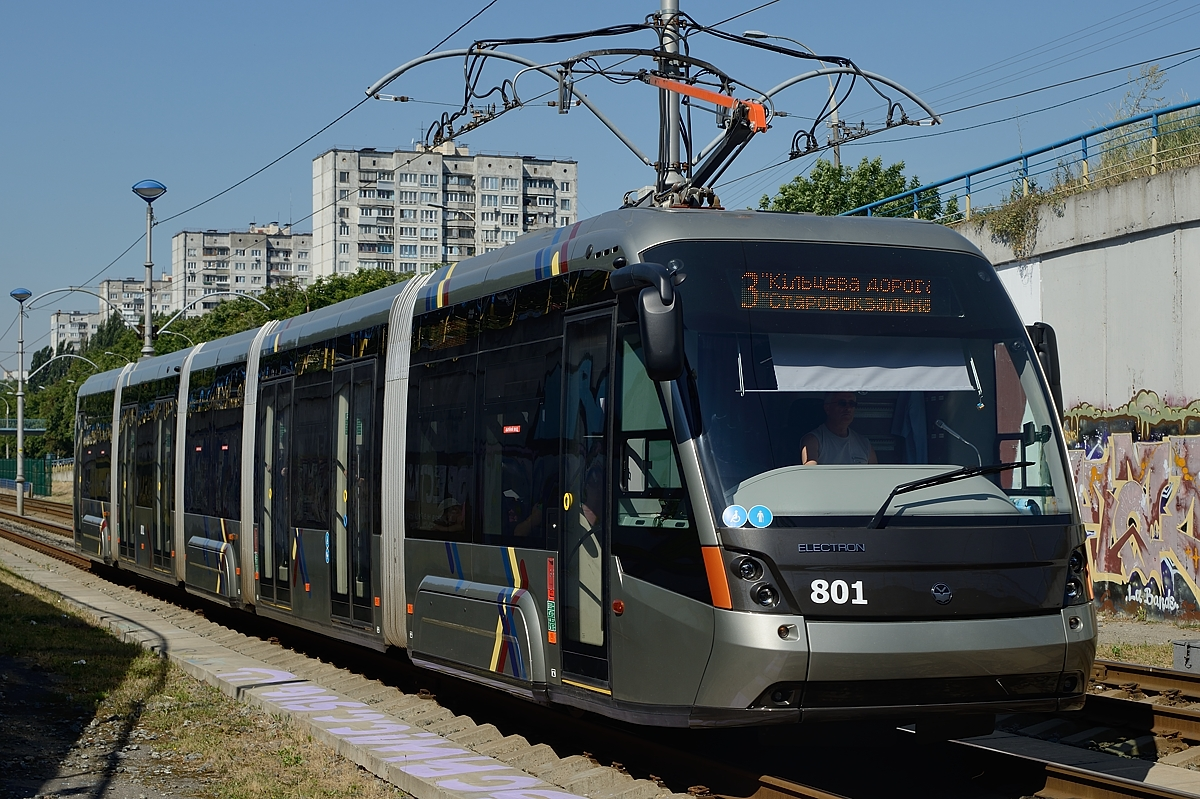
Трамвай Электрон T5B64
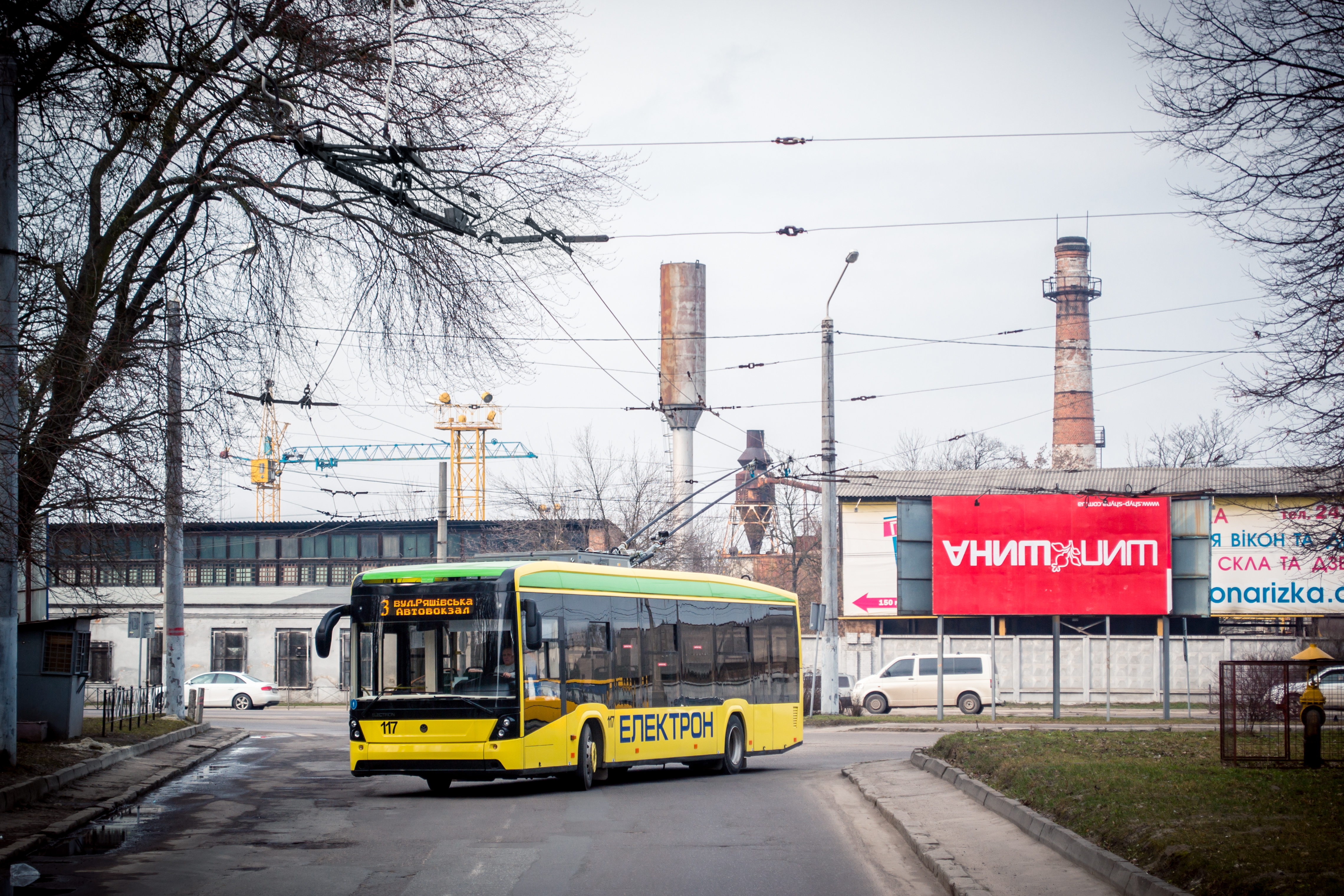
Троллейбус Электрон Т19
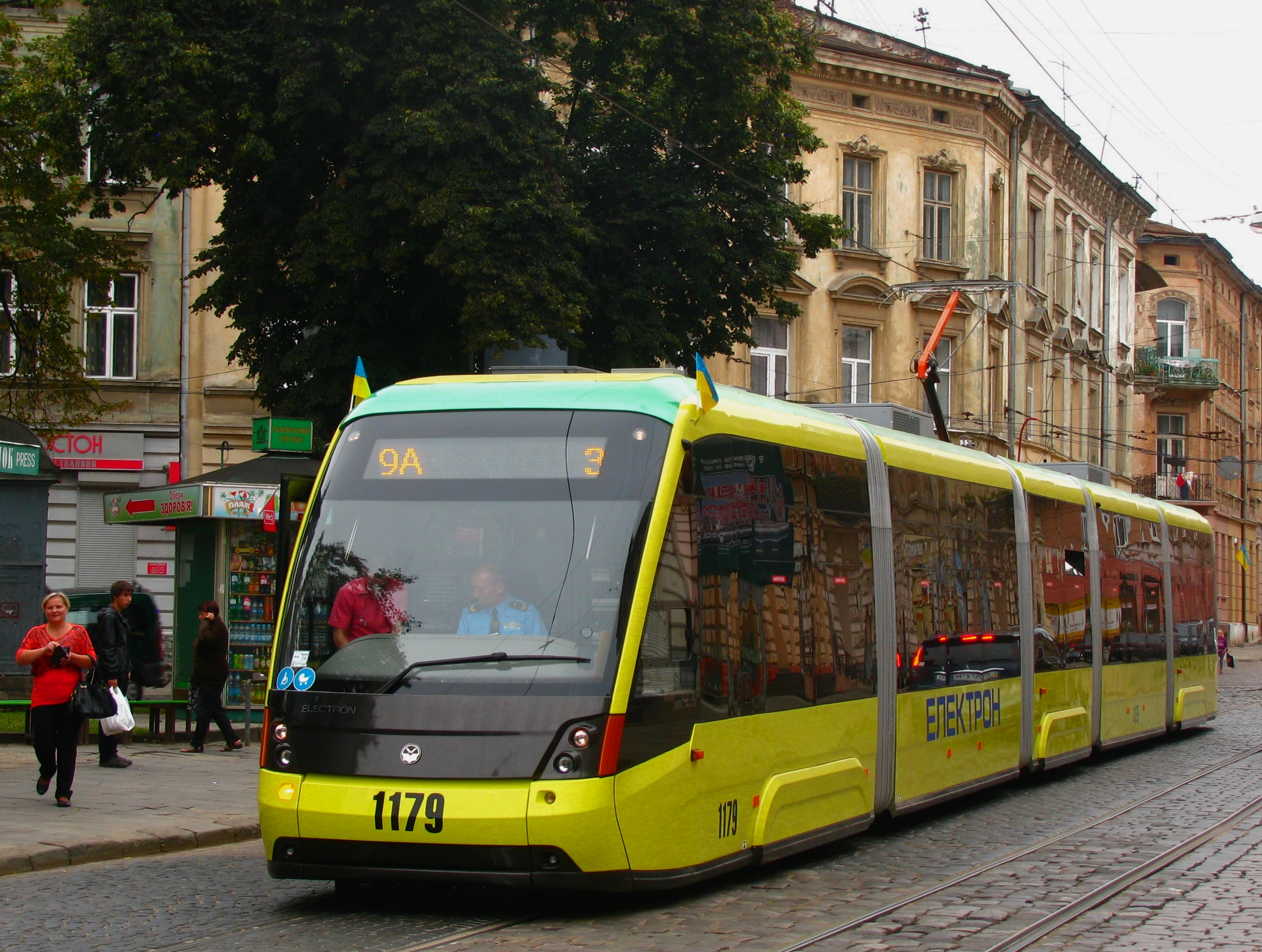
Трамвай Электрон T5L64